# エルサレム聖書
 作業中
エルサレム聖書 (えるされむせいしょ、仏: La Bible de Jérusalem)は、フランス語訳聖書のひとつ。エルサレムにあるフランスの高等教育研究機関であるエルサレム・フランス聖書考古学学院によって編纂された。同学院はカトリック教会の修道会のひとつであるドミニコ会によって運営されている。

## 出版

### 初版、1956年

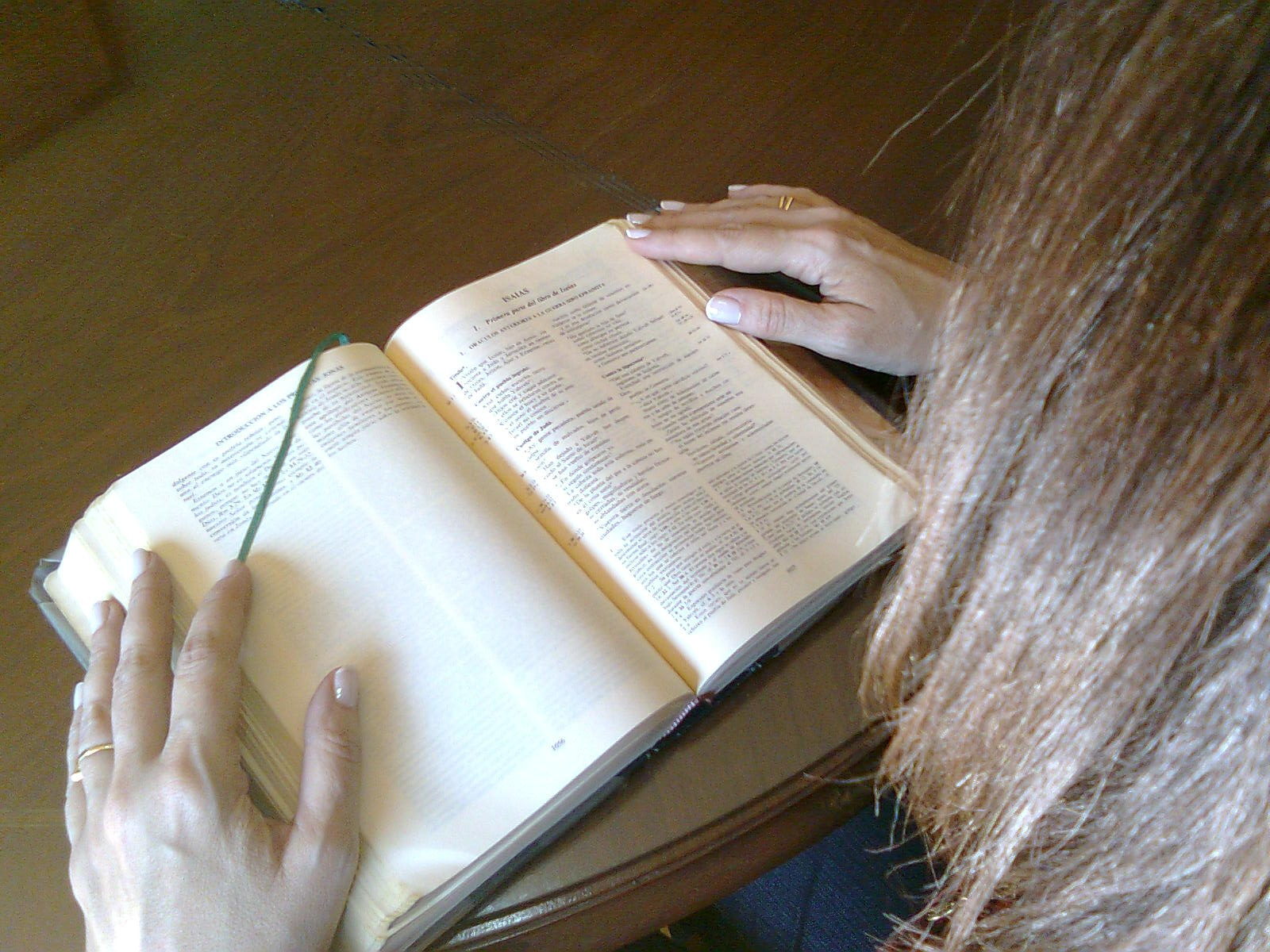
エルサレム聖書のイザヤ書冒頭部を読むキリスト教信徒

エルサレム聖書の最初の出版は、43分冊形式で1945年から1955年までかけて行われた。最初の刊行から約10年後の1956年になって、この全体が「エルサレム聖書」La Bible de Jérusalemとして知られている、一冊の本の形にまとめられた。このとき、改訳も行われ、注釈も改訂・補足されている。
それまでの古い翻訳を一新した、この新訳の聖書は非常な好評をもって迎えられ、迅速な、かつ大きな成功を収めた。今日では広く行われている、聖書批評学に基づく注釈や解釈は、当時は革新的な物であり、この成功の大きな原因となった。エルサレム聖書は神学的な、信仰に基づいた書であると同時に、聖書の持つ文学的・詩的な側面も強調しており、それが文章にも反映されている。このことが、エルサレム聖書の実用性を高め、カトリシズムの典礼で最も一般的に使われる聖書とした。

### 改訂第二版、1973年

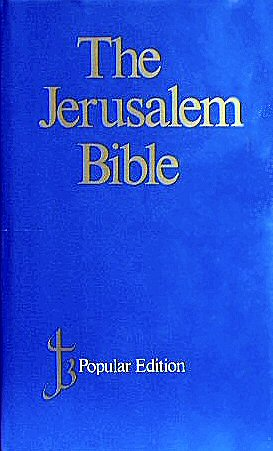
英語版エルサレム聖書

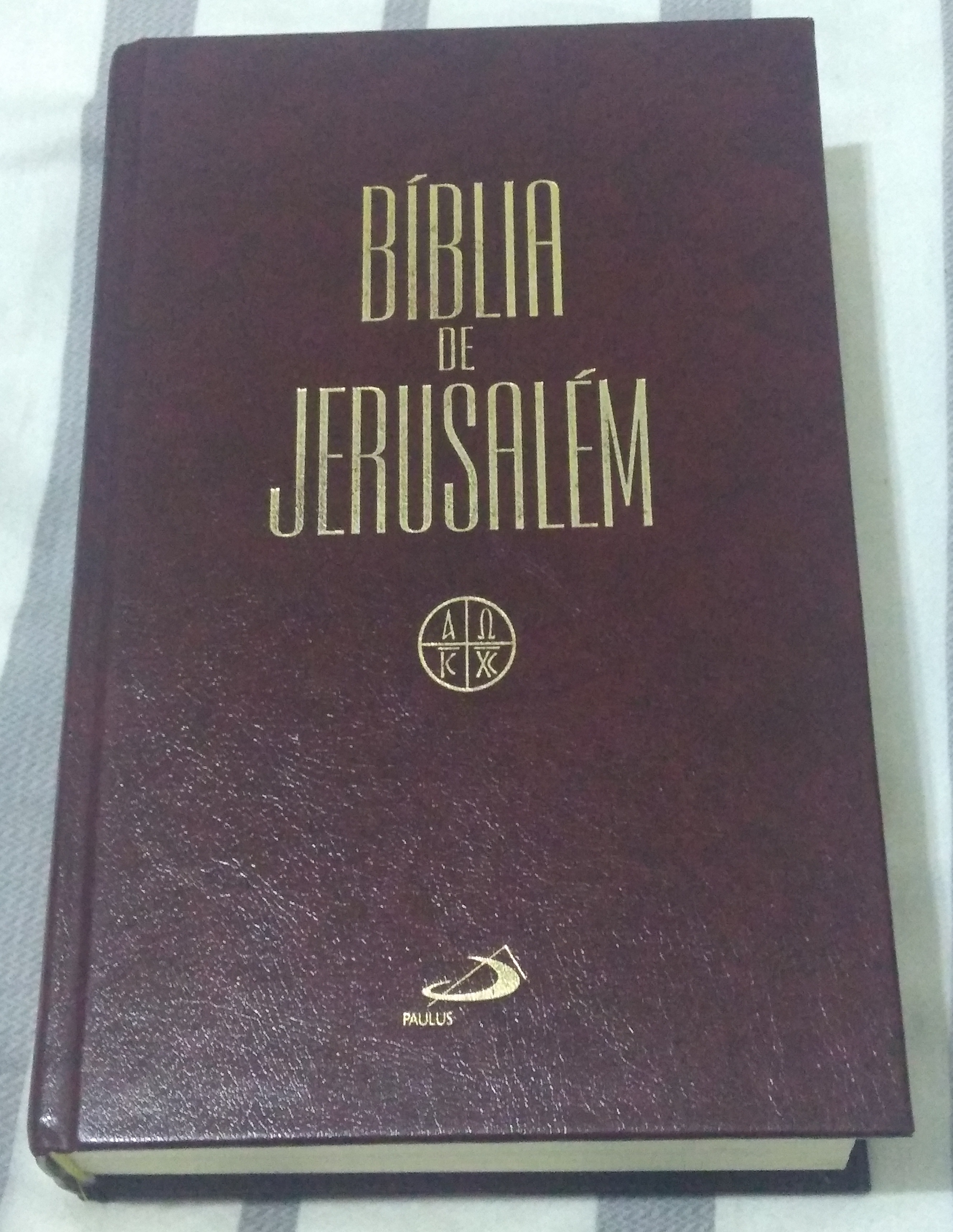
ポルトガル語版

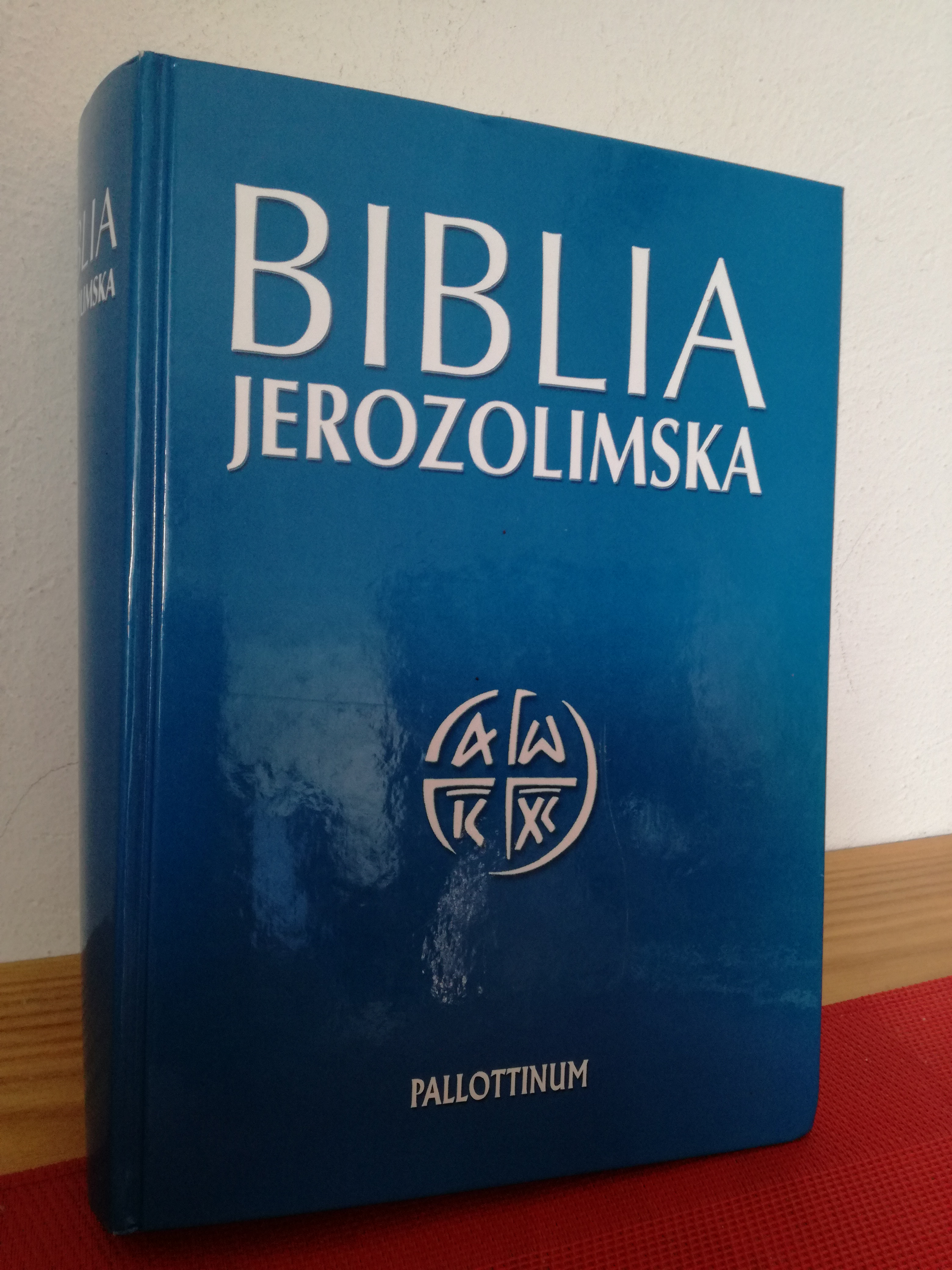
ポーランド語版

1973年にエルサレム聖書の改訂版が出版された。さらに1978年には出版社Zodiaque(fr:Éditions Zodiaque)との協業により、多色刷りの挿絵付きの版としても刊行された。

### 第三版、1998年
1998年に10人以上の専門家によって改訂が行われた第三版が出版された。フランス語の語彙が更新され、内容だけでなく文書の形式にもさらに注意が払われ、注釈には近年の聖書研究の成果が反映された。

## 構成
エルサレム聖書は一般的なカトリック教会の聖書と同じ構成を採用している。

### 旧約聖書
- モーセ五書 ： 創世記、出エジプト記、レビ記、民数記、申命記,
- 歴史書：ヨシュア記、士師記、ルツ記、サムエル記 1・2、列王記 1・2、歴代誌 1・2、エズラ記、ネヘミヤ記、エステル記、トビト記、ユディト記、マカバイ記 1・2
- 知恵文学：ヨブ記、詩篇、箴言、コヘレトの言葉、雅歌、知恵の書、シラ書
- 預言書：イザヤ書、エレミヤ書、哀歌、バルク書、エゼキエル書、ダニエル書、ホセア書、ヨエル書、アモス書、オバデヤ書、ヨナ書、ミカ書、ナホム書、ハバクク書、ゼファニヤ書、ハガイ書、ゼカリヤ書、マラキ書

### 新約聖書
- 四福音書：マタイによる福音書、マルコによる福音書、ルカによる福音書、ヨハネによる福音書
- 使徒言行録
- 伝統的にパウロに帰されてきた13のパウロ書簡
- 匿名の著者によるヘブライ人への手紙[注釈 2]
- 7の公同書簡、それぞれヤコブ、ペトロ、ヨハネ、タダイの名を冠する。
- ヨハネの黙示録